# Phuket (stad)

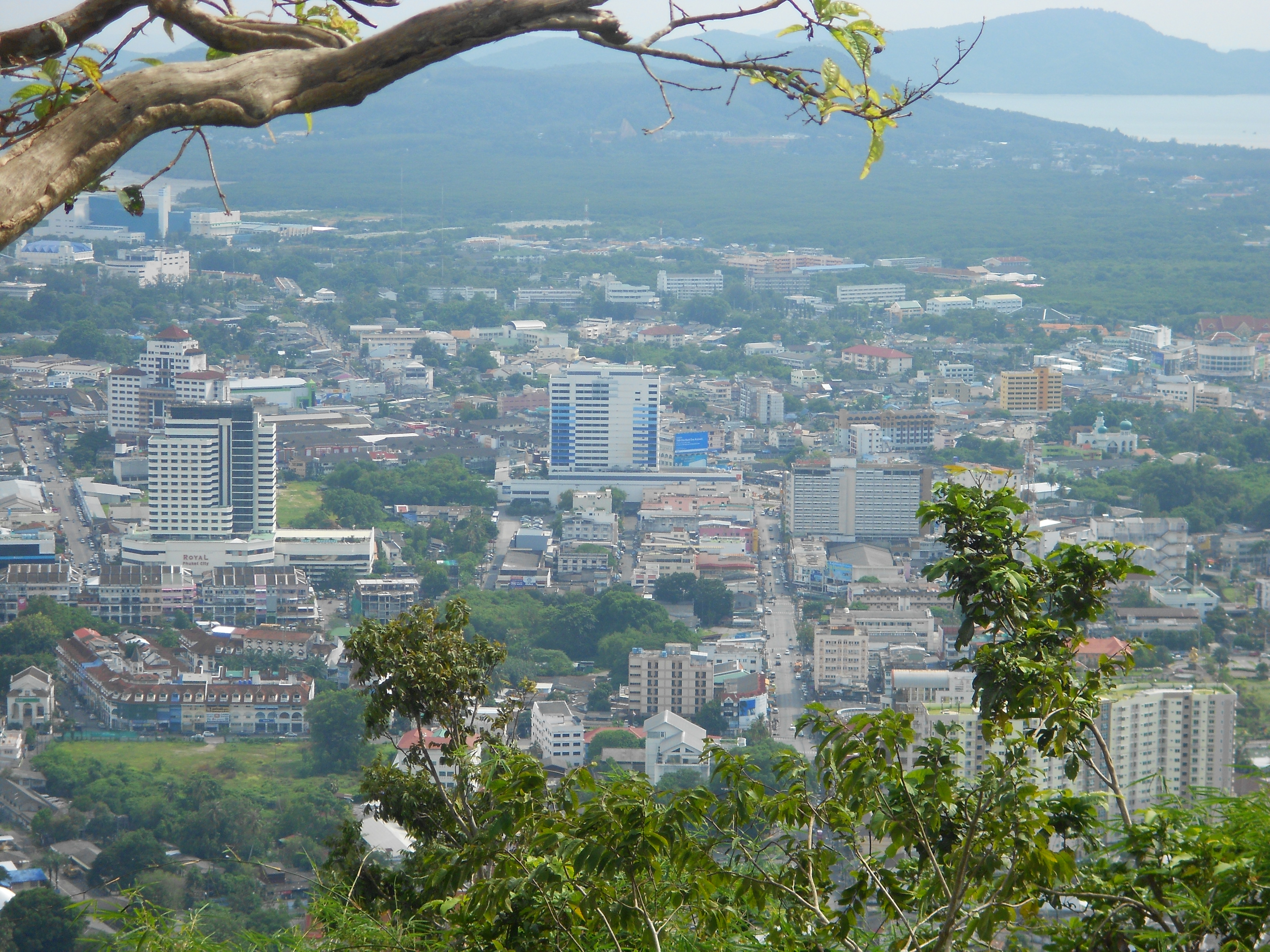
Phuket.

Phuket stad (uttalas /puːˈkɛt/) (ofta används i Sverige det engelska Phuket City eller  Phuket Town) är en stad i sydöstra Phuket i Thailand, och regionhuvudstaden i provinsen Phuket. 
Den 13 februari 2004 tilldelades Phuket stad officiellt status som stad (thesaban nakhon) sedan dess invånarantal överskridit 50 000.. Dess nuvarande invånarantal uppskattas vara 75 000. 
Staden innefattar områdena Talard Neua och Talard Yai, vilka tillsammans upptar en yta på 12 km².

## Kommunikationer
Phuket International Airport är en av Thailands största flygplatser.